# Hondoniscus kitakamiensis
Hondoniscus kitakamiensis is een pissebed uit de familie Trichoniscidae. De wetenschappelijke naam van de soort is voor het eerst geldig gepubliceerd in 1968 door Vandel.